# San Miguel del Padrón

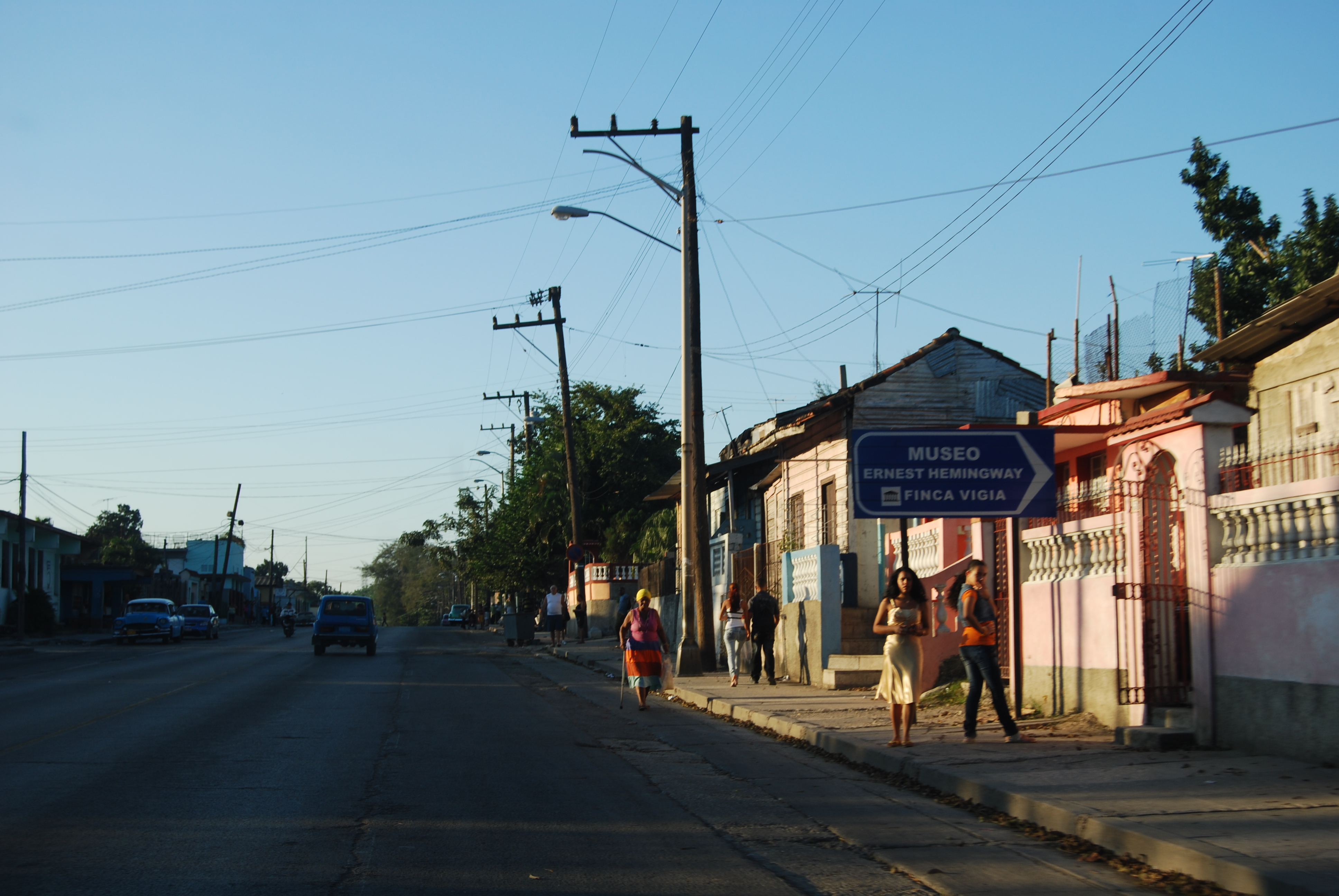
San Francisco de Paula.

San Miguel del Padrón es un municipio de la Provincia de Ciudad de La Habana, en Cuba. Con una extensión territorial de 25.55 km² que representa el 3.5% del total provincial, abarca 2,630 hectáreas de tierra de las cuales dedica el 29% a uso agrícola y el resto a uso no agrícola, de este el 14% son tierras no aptas y el 4% está ocupado por agua.
En él, reside una población de 157,163 habitantes de los cuales un 52% son mujeres para una densidad demográfica de 6 000 hab/km².

## Orígenes
El nombre del Municipio San Miguel del Padrón tiene su origen alrededor de la capilla de un primitivo ingenio azucarero, donde se dio vida a una comunidad que en 1670 tomó el nombre de San Miguel, y que ante la ejecución del empadronamiento (o registro de bienes materiales por orden real) completó su patronímico.

## Historia
El lugar conocido hoy como Virgen del Camino tiene una historia muy antigua. Las primeras referencias se remontan a mediados del siglo XVI cuando era un pequeño asentamiento de indígenas. Ya para la segunda mitad del siglo XVI el Uyanó o El Luyanó -como entonces se le denominaba- era un punto importante para las comunicaciones por tierra, pues en él se formaba una encrucijada integrada por los caminos de Regla y Guanabacoa, el Camino Real de Güines y el Camino General de la Isla o Camino de Cuba, hoy Calzada de San Miguel.
Estos caminos se entrecruzaban junto a la margen derecha del río y atravesando éste se unían con el de Luyanó que conducía por la Calzada de Jesús del Monte, a las puertas de la ciudad.
El territorio que ocupa hoy este municipio, perteneció al municipio de Guanabacoa, hasta que en 1976, con la nueva división político-administrativa, se constituyó en el actual municipio de San Miguel del Padrón.

## Personalidades de la cultura en el territorio sanmiguelino
- Antonia Eiriz
- Antonio Palacios
- Alberto Pozo
- Ernest Hemingway
- Emilio Ramón Águila
- Ignacio Piñeiro
- Jesús Orta Ruiz
- Bartolomé Maximiliano "Benny" Moré
- Olga Alonso González
- Nelson Palacios

## Demografía
- Población: 157, 163 De ellas: Hembras % 52.
- Densidad Poblacional Mil-Habitantes por km. cuadrado: 6 016.

Los lugares que son parte de San Miguel del Padrón por mencionar algunos tenemos:
El Diezmero.
Altura de San Miguel
La Cuevita
Calle 4.ª
La Ruta 10
El Pitirre.
Ciudamar.
Jacomino.
Reparto Juanelo.
La Rosalía.
La Fenarda.
Reparto las Yaguas.
La loma de los Sapotes.
La virgen del Camino.
El barrio Obrero.
Monterrey.
Los pollitos.
Las Carolinas.
Reparto California.
La Cumbre.
El Caballo Blanco.
Reparto Dolores.
La Garita.
Reparto Vista Hermosa.
La Curva.
Los Jazmines.
San Francisco de Paula.
La Rosita.
Mirador del Diezmero.
San Matias.
Veracruz.
Reparto Tejas.

## Principales centros económicos
Planta Motores TAÍNO, Empresas: Sergio González, Enrique Varona, Ruiz Aboy, Miguel Saavedra y Proyectos, todas del Ministerio de la Industria Sidero- Mecánica (SIME).
Combinado Industrial Juan Milián, y Empresa de Aseguramiento del Cemento del Ministerio de la Industria básica (MINBAS).
Empresa de Envases Metálicos Luis Melián del Ministerio de la Industria Alimenticia (MINAL) y Bases de Transporte de carga por camiones.